# Chemin de fer atmosphérique

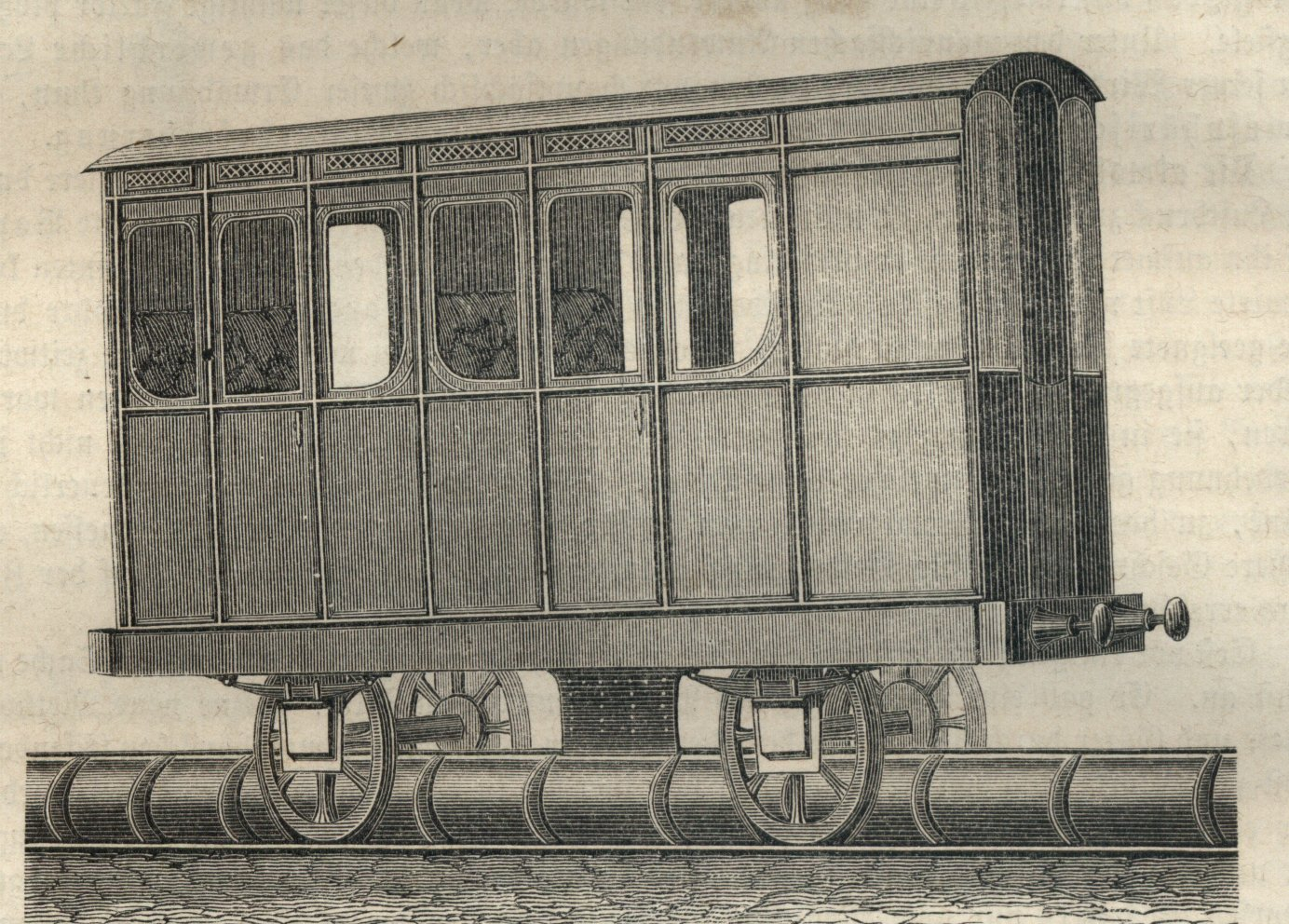
Illustration - Train atmosphérique de Saint-Germain - France.

Un chemin de fer atmosphérique est un système ferroviaire dont la propulsion est assurée par la pression atmosphérique.

## Technique
Le principe de base imaginé et présenté par Denis Papin à la Royal Society de Londres en 1687 consiste à faire le vide le long d'une conduite dans laquelle le véhicule est « aspiré ». Le tube pneumatique en a été une application tout à fait opérationnelle pendant près d'un siècle pour transporter lettres et petits paquets.

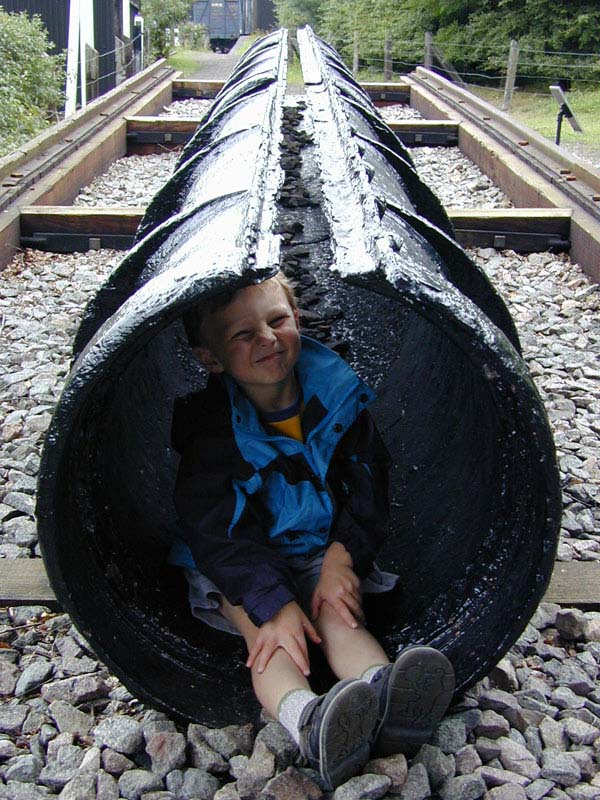
Conduite utilisée par les trains atmosphériques (diamètre 22 pouces) située entre 2 rails de supportage. Conception Brunel - Angleterre.

Par contre, pour des transports de grande dimension, les systèmes proposés dès 1835 comportaient une voie ferrée standard. Les véhicules moteurs étaient munis d'un piston, fixé sous le train, se déplaçant dans une conduite disposée entre les rails. Dans la conduite, le vide était produit par des pompes à vide stationnaires à l'avant du train et était réinjecté derrière, si bien que la différence de pression faisait avancer le train.   

### Avantages
Par rapport aux trains rivaux traditionnels à vapeur, les trains atmosphériques étaient plus silencieux, plus propres (pas de fumées noires épaisses), et pouvaient grimper de plus fortes pentes.   

### Inconvénients
Cette technologie avait un coût : un chemin de fer atmosphérique était presque deux fois plus cher qu'un système de locomotive à vapeur ordinaire.  
Le point d'achoppement fut évidemment la jonction entre le piston et le véhicule qui nécessitait l'ouverture momentanée de la conduite à l'aplomb du véhicule. Malgré le manque d'étanchéité d'un joint à base de bandes de cuir, plusieurs réalisations furent entreprises en Irlande, Angleterre et France.

## Applications
C'est en 1843 que fut mise en service pour la première fois la ligne irlandaise de Kingstown à Dalkey grâce à l'invention de Jacob Samuda. Comme le système semblait fonctionner, la construction d'une ligne atmosphérique anglaise de Londres à Croydon fut décidée en 1844.
La France ne voulant pas être en reste, la Chambre des députés vota un crédit de un million huit cent mille francs (loi du 5 août 1844) pour l'expérimentation de cette technique, après qu'un industriel français, Alexis Hallette, eut inventé un dispositif améliorant sensiblement l'étanchéité du tube. Peu après, on ordonna la construction d'un chemin de fer atmosphérique entre Nanterre et le plateau de Saint-Germain-en-Laye (ordonnance du 14 novembre 1844) sur la ligne de la Compagnie du chemin de fer de Paris à Saint-Germain pour gravir une pente de 35‰ infranchissable par les locomotives à vapeur disponibles à l'époque de l'ouverture de la ligne (1837). Une voie expérimentale d'environ trois kilomètres fut installée dans le parc du château de Saint-Ouen, et donna lieu aux premiers essais, parfois ponctués d'accidents sans gravité. En fait, le dispositif fut limité au tronçon situé entre Le Pecq et Saint-Germain, et fonctionna seulement du 13 avril 1847 au 6 septembre 1858, après qu'un accident mortel fut survenu lors de la descente d'un convoi. En effet, on disposait à ce moment de locomotives à six roues accouplées suffisamment puissantes pour assurer la traction dans la rampe, qui fut alors équipée d'une voie classique. 

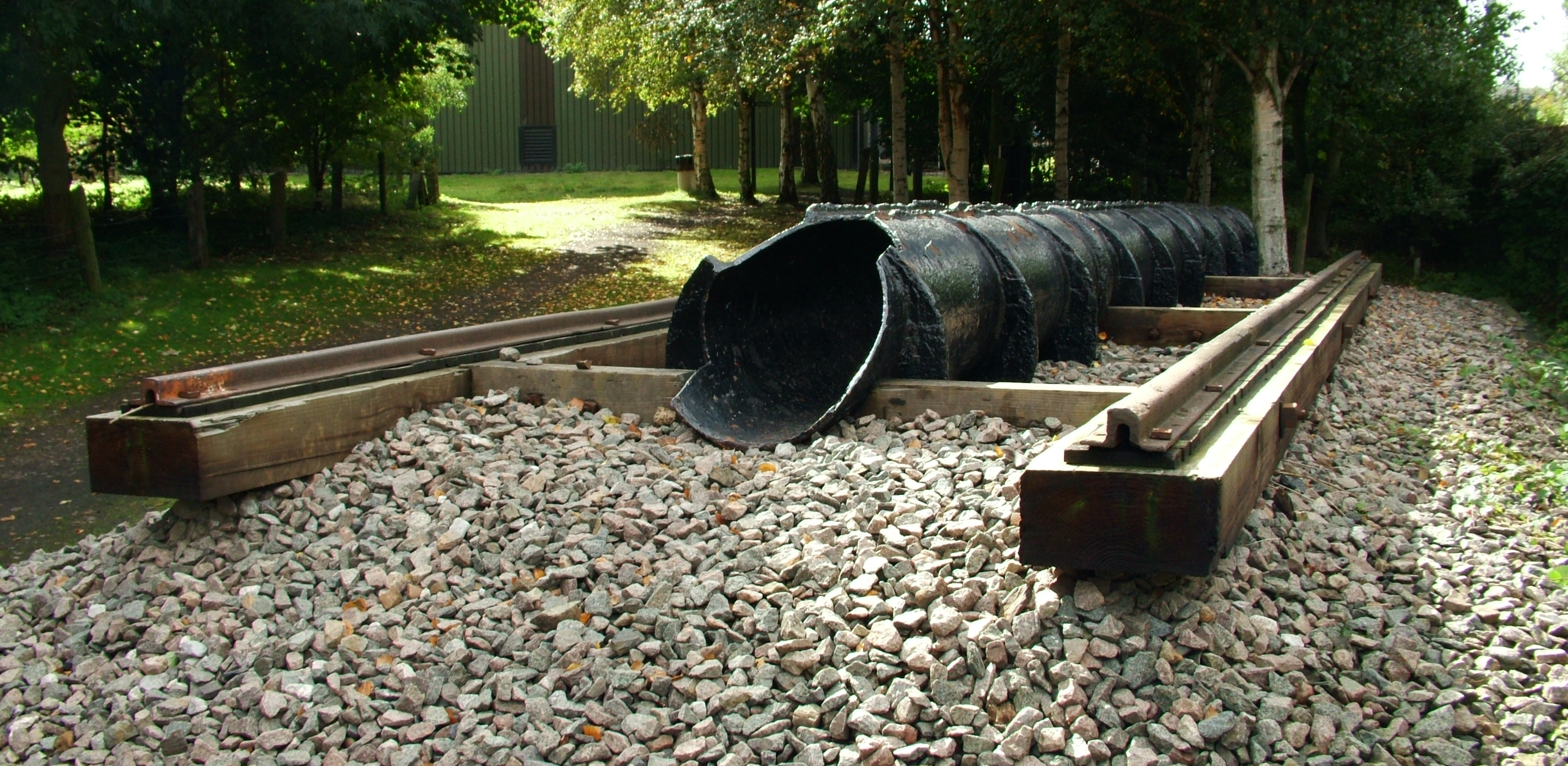
Voie atmosphérique du SDR d'Isambard Kingdom Brunel, au Didcot Railway Centre, Didcot, Oxfordshire.

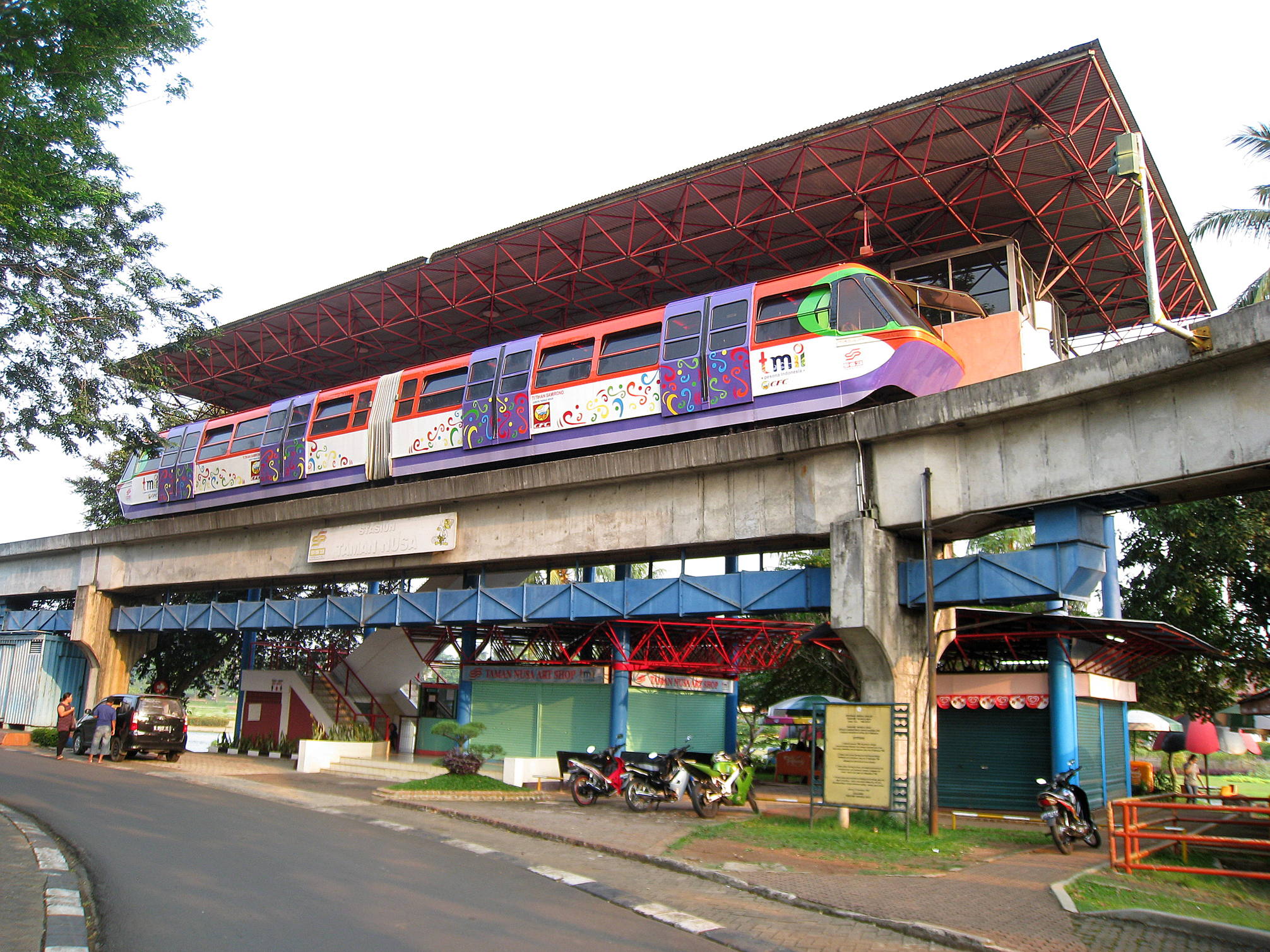
L'Aeromovel du parc d'attraction Taman Mini Indonesia Indah à Jakarta, inauguré en 1989. Le rail de béton constitue le tube pneumatique. Le véhicule est relié à une plaque dans le tube propulsée par la pression de l'air.

Le projet le plus ambitieux, la ligne anglaise du South Devon Railway (SDR), construite entre Exeter et Newton Abbot  à l'Ouest de l'Angleterre, fut un tronçon de 32 km. Elle suivait la technique proposée par l'ingénieur Isambard Kingdom Brunel, ingénieur en chef au GWR, qui opta pour la solution atmosphérique en raison des trop fortes pentes du nouveau tronçon pour les locomotives classiques.   

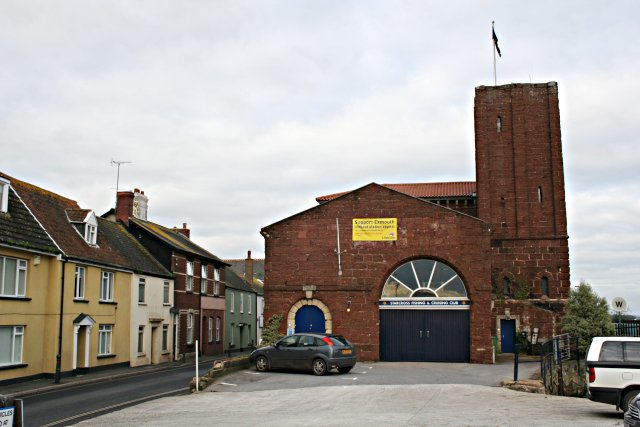
Station de pompage subsistante du train atmosphérique qui rallia Exeter à Newton Abbot - Starcross - Angleterre.

Il construisit des stations de pompage tous les 4,8 km, conçues pour faire rouler les trains à la vitesse de 112 km/h (à l'époque la vitesse moyenne n'atteignait que 64 km/h).
Mise en service en septembre 1847, elle fut rapidement arrêtée (en septembre 1848) face aux difficultés d'exploitation et au très mauvais rendement global du système. La puissance nécessaire pour assurer le vide sur une conduite « fuyante » de plusieurs kilomètres était sans commune mesure avec la charge ainsi véhiculée. En effet, les matériaux disponibles à l'époque n'étaient pas à la hauteur. Les matières plastiques et le caoutchouc n'existaient pas. Brunel utilisa du cuir pour maintenir l'étanchéité des tubes. Or la ligne avait été construite le long de la côte. Comme la brume chargée d'humidité endommageait les rabats de cuir, il fallait sans cesse les enduire de suif afin qu'ils gardent leur souplesse. Le suif entretenait le cuir, mais intéressait les rats et les souris qui s'en donnaient à cœur joie. Les joints étaient donc régulièrement mangés et l'ensemble du système fuyait constamment. Cela entraînait des retards et des pannes, d'où l'arrêt de la ligne, un an juste après sa mise en service, avec des pertes importantes pour les investisseurs. 
Pour les mêmes raisons, les autres installations furent reconverties à une traction plus classique. Une renaissance du système de chemin de fer atmosphérique est intervenue à la fin du XXe siècle, pour des trains urbains à courte distance, c'est le train Aeromovel, de conception brésilienne.
Par ailleurs c'est sur le même principe que furent construites les rampes de lancement des avions sans pilote V1 de la seconde guerre mondiale (en utilisant toutefois un cocktail de réactifs chimiques pour produire le gaz propulsant le piston du chariot de lancement).
Les catapultes des porte-avions conventionnels fonctionnent sur le même principe, en utilisant de la vapeur à haute pression destinée à l'alimentation des tubes des catapultes.